# Pays d'art et d'histoire du Pays Voironnais
 (juin 2025).
Motif : Un Pays d'art et d'histoire n'est pas automatiquement admissible.
- Archive Wikiwix
- Bing
- Cairn
- DuckDuckGo
- E. Universalis
- Gallica
- Google
- G. Books
- G. News
- G. Scholar
- Persée
- Qwant
- (zh) Baidu
- (ru) Yandex
- (wd) trouver des œuvres sur Wikidata

| 1. | Préciser le motif de la pose du bandeau. | Précisez le motif de la pose du bandeau en utilisant la syntaxe suivante : {{admissibilité à vérifier\|date=juin 2025\|motif=remplacez ce texte par le motif}}                                                   |
| 2. | Informer les utilisateurs concernés.     | Pensez à avertir le créateur de l'article, par exemple, en insérant le code ci-dessous sur sa page de discussion : {{subst:avertissement admissibilité à vérifier\|Pays d'art et d'histoire du Pays Voironnais}} |

 (janvier 2014).

Le Pays d'art et d'histoire du Pays Voironnais est un territoire qui s'étend sur l'agglomération du Pays Voironnais qui compte 34 communes et Virieu. Comme pour l'ensemble des zones labellisées Villes et Pays d'art et d'histoire, les organismes comme la Direction générale des patrimoines du Ministère de la Culture et de la Communication, les directions régionales des affaires culturelles (DRAC) et les collectivités concernées gèrent une politique d’animation et de valorisation de leurs patrimoines bâti, naturel, et industriel, ainsi que de l’architecture.

## Géographie

### Situation
| Rouge                                                           | Rouge et bleu                                                       |
| - Ancien Pah Lac de Paladru - Les trois Vals depuis 18 mai 1991 | - Pays d'art et d'histoire du Pays Voironnais créé le 25 avril 2013 |

| Nom                        | Code Insee | Intercommunalité        | Superficie (km2) | Population (dernière pop. légale) | Densité (hab./km2) |
| -------------------------- | ---------- | ----------------------- | ---------------- | --------------------------------- | ------------------ |
| Bilieu                     | 38043      | CA du Pays voironnais   | 6,71             | 1 491 (2014)                      | 222                |
| Charancieu                 | 38080      | CA du Pays voironnais   | 5,53             | 725 (2014)                        | 131                |
| Charavines                 | 38082      | CA du Pays voironnais   | 7,52             | 1 863 (2014)                      | 248                |
| Charnècles                 | 38084      | CA du Pays voironnais   | 5,23             | 1 507 (2014)                      | 288                |
| Chirens                    | 38105      | CA du Pays voironnais   | 17,53            | 2 352 (2014)                      | 134                |
| Coublevie                  | 38133      | CA du Pays voironnais   | 7,05             | 4 688 (2014)                      | 665                |
| La Bâtie-Divisin           | 38028      | CA du Pays Voironnais   | 10,51            | 890 (2013)                        | 85                 |
| La Buisse                  | 38061      | CA du Pays voironnais   | 11,53            | 3 155 (2014)                      | 274                |
| La Murette                 | 38270      | CA du Pays voironnais   | 4,22             | 1 923 (2014)                      | 456                |
| Le Pin                     | 38305      | CA du Pays Voironnais   | 9,60             | 1 257 (2014)                      | 131                |
| Massieu                    | 38222      | CA du Pays voironnais   | 10,46            | 740 (2014)                        | 71                 |
| Merlas                     | 38228      | CA du Pays voironnais   | 15,64            | 498 (2014)                        | 32                 |
| Moirans                    | 38239      | CA du Pays voironnais   | 20,06            | 7 989 (2014)                      | 398                |
| Montferrat                 | 38256      | CA du Pays voironnais   | 12,26            | 1 746 (2014)                      | 142                |
| Paladru                    | 38292      | CA du Pays Voironnais   | 11,64            | 1 154 (2014)                      | 99                 |
| Pommiers-la-Placette       | 38312      | CA du Pays Voironnais   | 16,92            | 561 (2014)                        | 33                 |
| Réaumont                   | 38331      | CA du Pays voironnais   | 4,95             | 1 039 (2014)                      | 210                |
| Rives                      | 38337      | CA du Pays voironnais   | 10,93            | 6 128 (2014)                      | 561                |
| Saint-Aupre                | 38362      | CA du Pays voironnais   | 11,93            | 1 113 (2014)                      | 93                 |
| Saint-Blaise-du-Buis       | 38368      | CA du Pays voironnais   | 5,44             | 1 015 (2014)                      | 187                |
| Saint-Bueil                | 38372      | CA du Pays voironnais   | 3,81             | 704 (2014)                        | 185                |
| Saint-Cassien              | 38373      | CA du Pays voironnais   | 5,67             | 1 146 (2014)                      | 202                |

Territoire du pays Voironnais

| Saint-Étienne-de-Crossey   | 38383      | CA du Pays voironnais   | 12,84            | 2 553 (2014)                      | 199                |
| Saint-Geoire-en-Valdaine   | 38386      | CA du Pays voironnais   | 16,73            | 2 397 (2014)                      | 143                |
| Saint-Jean-de-Moirans      | 38400      | CA du Pays voironnais   | 6,43             | 3 372 (2014)                      | 524                |
| Saint-Julien-de-Raz        | 38407      | CA du Pays Voironnais   | 10,81            | 428 (2014)                        | 40                 |
| Saint-Nicolas-de-Macherin  | 38432      | CA du Pays voironnais   | 10,60            | 893 (2014)                        | 84                 |
| Saint-Sulpice-des-Rivoires | 38460      | CA du Pays voironnais   | 7,16             | 438 (2014)                        | 61                 |
| Tullins                    | 38517      | CA du Pays voironnais   | 28,79            | 7 632 (2014)                      | 265                |
| Velanne                    | 38531      | CA du Pays voironnais   | 8,04             | 519 (2014)                        | 65                 |
| Virieu                     | 38560      | CC Les Vals du Dauphiné | 11,38            | 1 110 (2014)                      | 98                 |
| Voiron                     | 38563      | CA du Pays voironnais   | 21,90            | 20 162 (2014)                     | 921                |
| Voissant                   | 38564      | CA du Pays voironnais   | 3,88             | 220 (2014)                        | 57                 |
| Voreppe                    | 38565      | CA du Pays voironnais   | 28,65            | 9 464 (2014)                      | 330                |
| Vourey                     | 38566      | CA du Pays voironnais   | 6,88             | 1 677 (2014)                      | 244                |

## Lieux et monuments
- Lac de Paladru
- Grange Dimière
- Abbaye Notre-Dame-de-Chalais à Voreppe

## Galerie

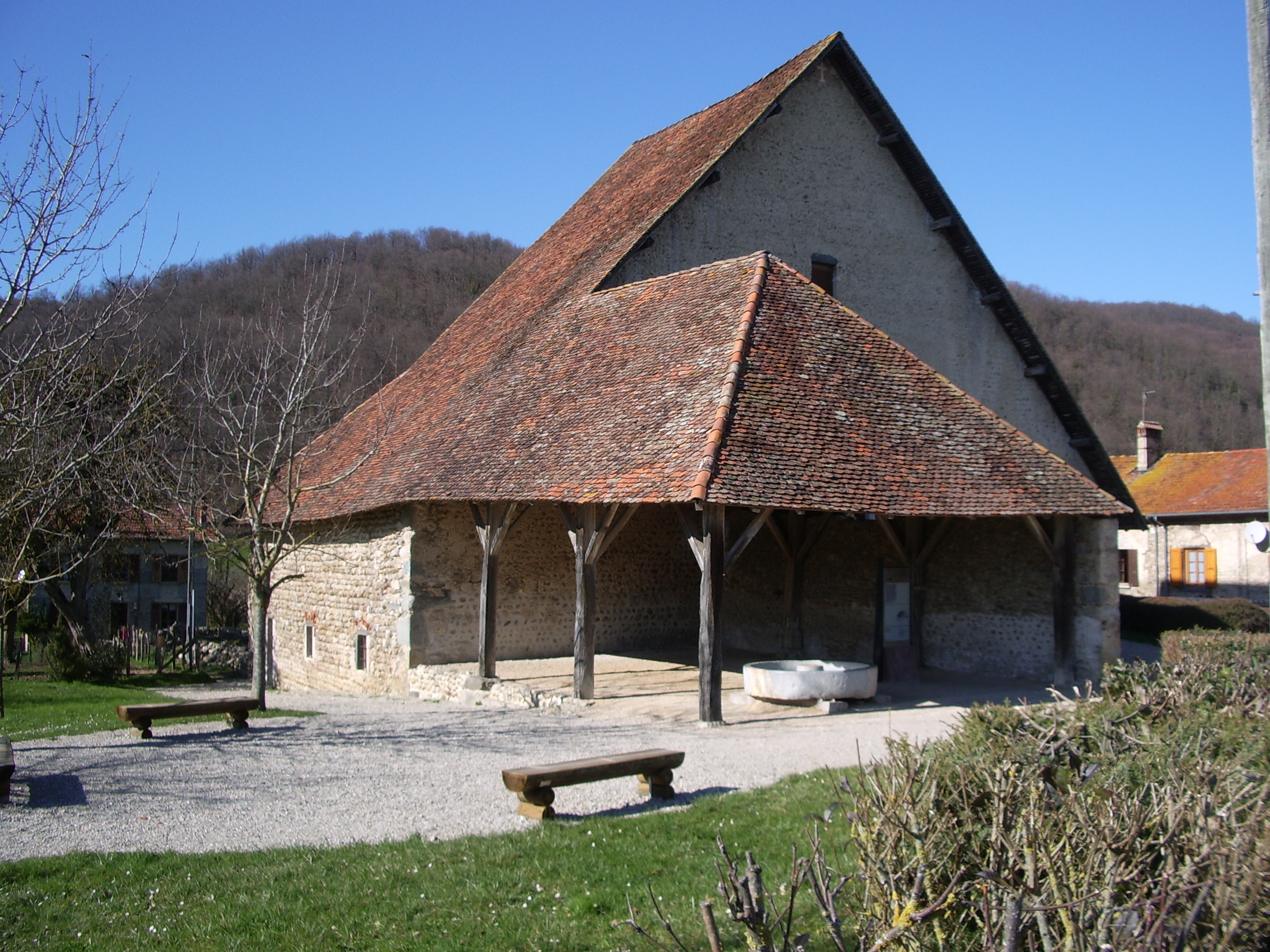
Grange dîmière de la Sylve Bénite, Le Pin
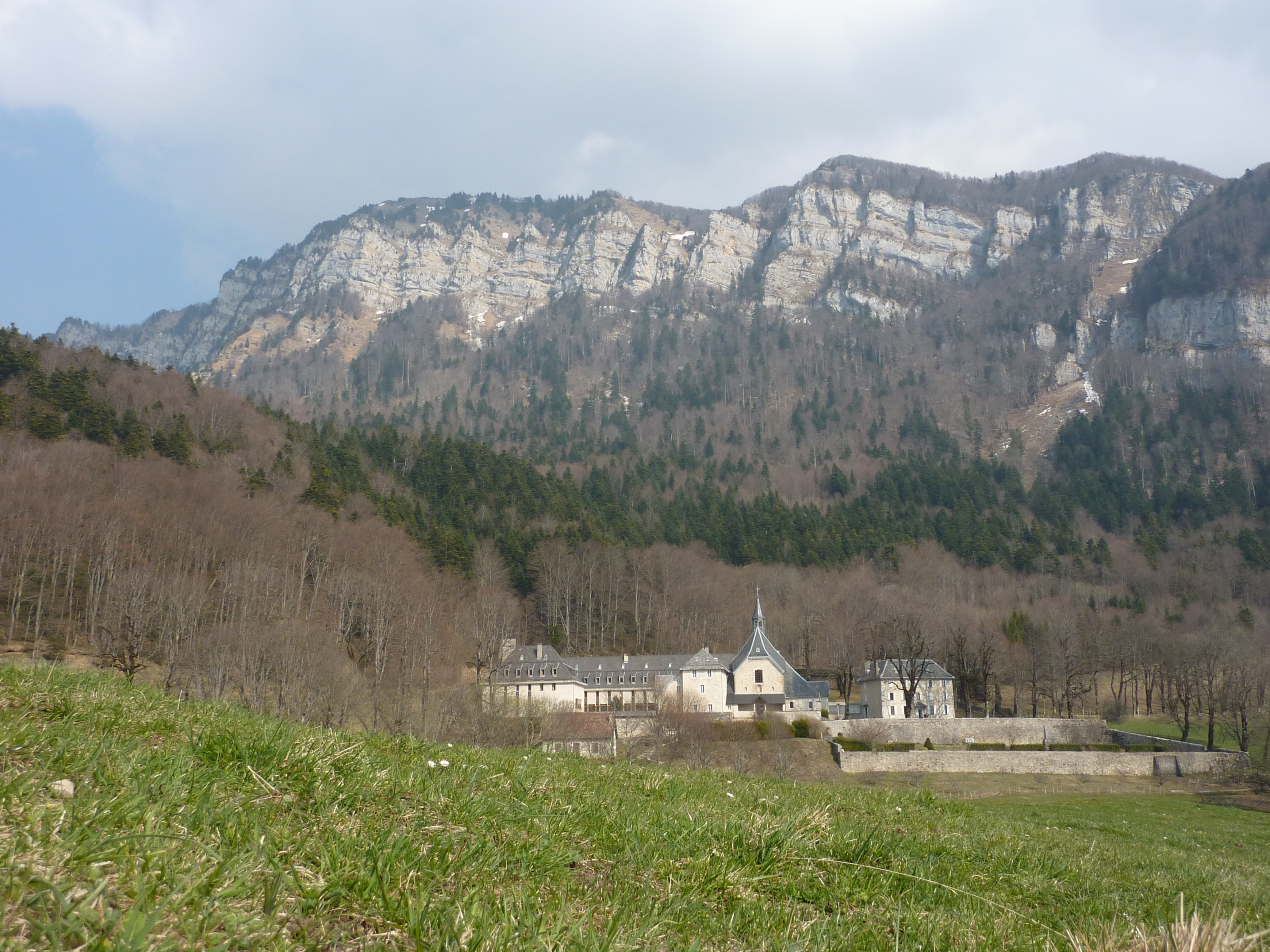
Abbaye de Chalais, Voreppe
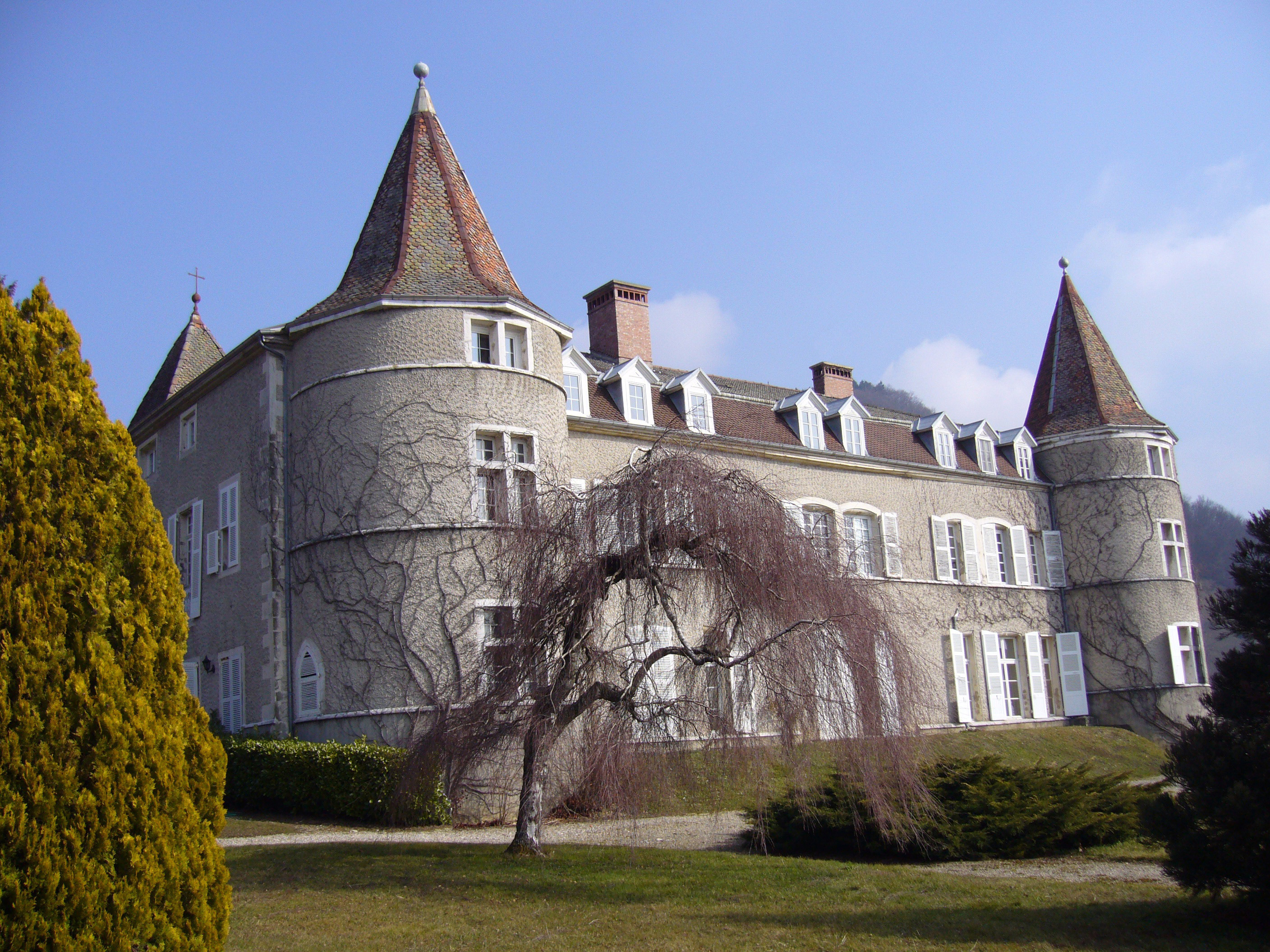
Le Château de Saint-Nicolas-de-Macherin

## Pour en savoir plus